# چو اونجو
چو اونجو (انگلیسی: Choe Un-ju؛ زادهٔ ۲۳ ژانویهٔ ۱۹۹۱) بازیکن فوتبال اهل کره شمالی است.

وی همچنین در تیم‌های ملی فوتبال North Korea women's national under-20 football team و زنان کره شمالی بازی کرده‌است.